# Frozen (álbum de Sentenced)
Crimson es el quinto álbum de estudio de la banda Sentenced. Fue reeditado en 2007 agregándole 4 canciones más en forma de "bonus track" todas covers: Creep de Radiohead, Digging the Grave de Faith no More, I Wanna Be Somebody de W.A.S.P. y The House of the Rising Sun de The Animals

## Lista de canciones
1. "Kaamos" – 1:32
2. "Farewell" – 3:44
3. "Dead Leaves" – 5:26
4. "For the Love I Bear" – 3:28
5. "One with Misery" – 3:35
6. "The Suicider" – 3:43
7. "The Rain Comes Falling Down" – 6:17
8. "Grave Sweet Grave" – 3:55
9. "Burn" – 2:46
10. "Drown Together" – 5:08
11. "Let Go (The Last Chapter)" – 4:24
12. "Mourn" – 4:43
13. "No Tomorrow [Edición Japonesa]" – 4:35

### Reedición de 2007
13. Creep (cover de Radiohead)
14. Digging the Grave (cover de Faith No More)
15. I Wanna Be Somebody (cover de W.A.S.P.)
16. The House of the Rising Sun (cover de The Animals)
- Datos: Q49835776